# Xeravits Géza
Xeravits Géza (angolul: Géza G. Xeravits), (Budapest, 1971. február 20. – 2019. szeptember 27.), magyar teológus, egyetemi tanár.

## Tanulmányai
Katolikus teológiát végzett a Pázmány Péter Katolikus Egyetem Hittudományi Karán (1989–1996). 1999–2000 között posztgraduális ösztöndíjas a Leuveni Katolikus Egyetemen; 2000–2002 között doktori ösztöndíjas a Groningeni Egyetem Qumrán-Intézetében (PhD: 2002: King, Priest, Prophet. Positive Eschatological Protagonists of the Qumran Library). 2007: habilitáció; 2008: kinevezett egyetemi tanár.

## Szakmai tevékenység
1996–1999: megbízott előadó a nyíregyházi Szent Atanáz Görögkatolikus Hittudományi Főiskolán; 2002–2008: oktató a Pápai Református Teológiai Akadémia Ószövetségi Tanszékén, ugyanott az általa kezdeményezett Simeon Kutatóintézet titkára. 2009-2015: tanszékvezető egyetemi tanár a Sapientia Szerzetesi Hittudományi Főiskola Bibliatudomány Tanszékén. 2015-től: egyetemi tanár a Selye János Egyetem Református Teológiai Karának Ószövetségi Tanszékén. 2019 márciusától a Károli Gáspár Református Egyetem Hittudományi Karának kutatóprofesszora.
Több nemzetközi szakmai szervezet tagja, a Magyar Hebraisztikai Társaság alelnöke.
2018-ban elnyerte a Schweitzer József-emlékdíjat.
2018-ban súlyos izomsorvadásos betegség miatt lebénult, majd a következő évben alig 48 éves korában el is hunyt szerettei körében. (A betegsége alatt vele készült interjút 1 nappal halála előtt kapta kézhez elolvasni.) Az óbudai temetőben helyezték nyugalomra ortodox keresztény szertartás szerint október 4-én.

## Munkái
- mtmt.hu (Bibliográfia)
- (Brill.nl)[halott link]
- (deGruyter)[halott link]
- Szentírás-értelmezés Qumránban. Folyamatos pešerek. Fordítás és magyarázat; Károli Gáspár Református Egyetem Hittudományi Kara Bibliai és Judaisztikai Kutatóintézete, Budapest, 1995 (A Károli Gáspár Református Egyetem Hittudományi Kara Bibliai és Judaisztikai Kutatóintézetének kiadványai)
- A qumrâni közösség szentírásértelmezése. Folyamatos pešerek. Fordítás és magyarázat; PRTA, Pápa, 2001 (Acta theologica Papensia)
- Átalakuló hagyományok. Tanulmányok a qumrâni közösség, a korai zsidóság és a születő kereszténység irodalmáról; L'Harmattan, Budapest, 2003 (Coram Deo)
- King, priest, prophet ositive eschatological protagonists of the Qumran Library; Brill, Leiden, 2003 (Studies on the texts of the desert of Judah)
- Szövetségek erőterében deuterokanonikus irodalom alapvető kérdései; szerk. Xeravits Géza, Zsengellér József; PRTA–L'Harmattan, Pápa–Budapest, 2004 (Deuterocanonica)
- Tanulmányok az ókori Izrael kultuszáról; PRTA, Pápa, 2004 (Simeon könyvek)
- Vita és párbeszéd. A monoteista hagyomány történeti perspektívában; szerk. Losonczi Péter, Xeravits Géza; Goldziher Intézet–L'Harmattan, Budapest, 2004 (Dialogos)
- Elmélet és gyakorlat a zsidó-keresztény gondolkodás történetében; szerk. Xeravits Géza, Ódor Balázs; PRTA–L'Harmattan, Pápa–Budapest, 2005 (Horizontok)
- Ikonográfia ökumenikus megközelítésben; szerk. Xeravits Géza; PRTA–L'Harmattan, Pápa–Budapest, 2005 (Horizontok)
- A remeteélet iskolájában. Válogatott források és tanulmányok; szerk. Baán Izsák, Xeravits Géza; Szt. Mauríciusz Monostor–L'Harmattan, Bakonybél–Budapest, 2005 (Lectio divina)
- The book of Tobit. Text, tradition, theology. Papers of the first International Conference on the Deuterocanonical Books, Pápa, Hungary, 20-21 May, 2004; szerk. Xeravits Géza, Zsengellér József; Brill, Leiden–Boston, 2005 (Supplements to the Journal for the study of Judaism)
- Tobit/Tóbiás könyve. Szöveg, hagyomány, teológia; szerk. Xeravits Géza, Zsengellér József; PRTA–L'Harmattan, Pápa–Budapest, 2005 (Deuterocanonica)
- Zsoltártanulmányok. A Zarándokénekek (Zsolt. 120-134); Szt. Mauríciusz Monostor–L'Harmattan, Bakonybél–Budapest, 2006 (Lectio divina)
- A liturgiáról ökumenikus megközelítésben; szerk. Xeravits Géza; PRTA–L'Harmattan, Pápa–Budapest, 2007 (Horizontok)
- Reflecting diversity. Historical and thematical perspectives in the Jewish and Christian tradition; szerk. Losonczi Péter, Xeravits Géza; LIT, Wien–Berlin–Münster, 2007 (Schnittpunkte – intersections)
- The books of the Maccabees: history, theology, ideology apers of the second International Conference on the Deuterocanonical Books, Pápa, Hungary, 9-11 June, 2005; szerk. Xeravits Géza, Zsengellér József; Brill, Leiden–Boston, 2007 (Supplements to the Journal for the study of Judaism)
- A deuterokanonikus könyvek. Bevezetés keletkezés- és irodalomtörténetükbe; PRTA–L'Harmattan, Pápa, 2008 (Deuterocanonica Subsidia 1. Bevezetések)
- Könyvtár a pusztában. Bevezetés a holt-tengeri tekercsek nem-bibliai irodalmába; PRTA L'Harmattan, Pápa, 2008 (Deuterocanonica Subsidia 1. Bevezetések)
- Studies in the Book of Ben Sira. Papers of the third International Conference on the Deuterocanonical books, Shime'on Centre, Pápa, Hungary, 18-20 May, 2006; szerk. Xeravits Géza, Zsengellér József; Brill, Leiden–Boston, 2008 (Supplements to the Journal for the study of Judaism)
- Tanulmányok az ókori Izrael kultuszáról; 2. jav. kiad.; PRTA–L'Harmattan, Pápa–Budapest, 2008 (Simeon könyvek)
- Krisztus köztünk...! Gondolatok a Szentírásról; L'Harmattan, Budapest, 2009
- Morzsák Dánieltől Bárukig. Újabb tanulmányok a korai zsidóság irodalmáról; Sapientia Főiskola–L'Harmattan, Budapest, 2009 (A Sapientia Szerzetesi Hittudományi Főiskola Bibliatudományi Tanszékének kiadványai)
- Deuterocanonical additions of the Old Testament books. Selected studies; szerk. Xeravits Géza, Zsengellér József; De Gruyter, Berlin–New York, 2010 (Deuterocanonical and cognate literature studies)
- A próféták élete. Zsidó szentéletrajzok az ókorból (Vitae Prophetarum); ford., bev., jegyz. Xeravits Géza; L'Harmattan, Budapest, 2010 (Eulogia)
- The stranger in ancient and mediaeval Jewish tradition. Papers read at the first meeting of the JBSCE, Piliscsaba, 2009; szerk. Géza G. Xeravits, Jan Dušek; De Gruyter, Berlin, 2010 (Deuterocanonical and cognate literature studies)
- Angyalok az ókortól Szent Tamásig; szerk. Xeravits Géza, Tamási Balázs, Szabó Xavér; Sapientia Főiskola–L'Harmattan, Budapest, 2011 (A Sapientia Szerzetesi Hittudományi Főiskola Bibliatudományi Tanszékének kiadványai)
- Az igazságról; szerk. Xeravits Géza, Papp Miklós; Vigilia, Budapest, 2011 (Sapientia füzetek)
- Izsák megkötözése. Történet és hatástörténet; szerk. Xeravits Géza; Sapientia Főiskola–L'Harmattan, Budapest, 2010 (A Sapientia Szerzetesi Hittudományi Főiskola Bibliatudományi Tanszékének kiadványai)
- Szent városok, szent körzetek Tibettől Etiópiáig; szerk. Xeravits Géza, Nagy Elek; L'Harmattan–Agra, Budapest, 2012
- Géza G. Xeravits–Peter Porzig: Einführung in die Qumranliteratur. Die Handschriften vom Toten Meer; De Gruyter, Berlin–Boston, 2015
- Zsidó és keresztény szent helyek a késő ókori Palesztinában. Kísérő kötet a Bibliamúzeum kiállításához; Ráday Gyűjtemény Bibliamúzeuma, Budapest, 2016
- Egy nap Jézus nyomában. Az Olajfák-hegyétől a Szent Sírig;  Agra Kulturális Utazási Társaság, Budapest, 2017
- "Sebeiben van gyógyulásunk". Xeravits Géza teológussal beszélget Heidl György; Kairosz, Budapest, 2018